# 高松市立男木小学校
高松市立男木小学校（たかまつしりつ おぎしょうがっこう）は、香川県高松市男木町にある公立の小学校。瀬戸内海に浮かぶ男木島にある。高松市立男木中学校に併設されている。
2018年（平成30年）5月1日時点の全校生徒数は6人（3クラス）であり、1年生1人、2年生1人、3年生2人、4年生0人、5年生1人、6年生1人、教員5人、職員1人である。

## 沿革
- 1884年（明治17年）11月1日 - 男木弘文小学校として開校する。
- 1887年（明治20年）4月1日 - 男木簡易小学校に改称する。
- 1891年（明治24年）10月1日 - 雌雄島村立男木尋常小学校として開校する。
- 1936年（昭和11年）4月1日 - 男木尋常高等小学校に改称する。
- 1941年（昭和16年）4月1日 - 男木国民学校に改称する。
- 1947年（昭和22年）4月1日 - 男木小学校に改称する。
- 1969年（昭和44年）4月9日 - 学校給食を開始する。
- 2000年（平成12年）4月1日 - 文部省より学校の情報化推進のためのネットワーク活用方法研究開発事業の実践研究校に指定される。（平成14年度まで）
- 2008年（平成20年）4月1日 - 休校する。
- 2014年（平成26年）4月1日 - 高松市立男木中学校と共に再開する。